# Liste von Bergen und Erhebungen in Äquatorialguinea
Dies ist eine Liste von Bergen und Erhebungen in Äquatorialguinea:
| Höhe   | Name         | Region      | Koordinate         | Bemerkung        |
| ------ | ------------ | ----------- | ------------------ | ---------------- |
| 3011 m | Pico Basile  | Bioko Norte | 3° 35′ N, 8° 46′ O | höchste Erhebung |
| 0598 m | Pico Quioveo | Annobón     | 1° 26′ S, 5° 38′ O |                  |
| 0525 m | Pico Lago    | Annobón     | 1° 26′ S, 5° 38′ O |                  |
| 0435 m | Pico Do Fogo | Annobón     | 1° 25′ S, 5° 38′ O |                  |
| 0228 m | Quepuchin    | Annobón     | 1° 25′ S, 5° 39′ O |                  |